# Sarıyar, Vezirköprü
Sarıyar là một xã thuộc huyện Vezirköprü, tỉnh Samsun, Thổ Nhĩ Kỳ. Dân số thời điểm năm 2010 là 220 người.